# Marc Aureli Cota (llegat 189 aC)
Marc Aureli Cota (llatí: Marcus Aurelius Cotta) va ser llegat de Luci Corneli Escipió l'any 189 aC durant la guerra contra Antíoc III el Gran. Quan va retornar a Roma anava acompanyat dels ambaixadors d'Antíoc, dels ambaixadors rodis, i dels d'Èumenes I de Pèrgam, i va informar el senat de la situació als territoris de l'est.